# 永寿站
永寿站，位于中华人民共和国陝西省咸阳市永寿县，是西平铁路上的火车站，建于2008年，2015年4月10日开始办理客运业务。
现为中国铁路西安局集团西安西站管辖的三等站，办理客运及列车到发、会让业务，不办理货运业务。